# 黑紋粉蝶
黑紋粉蝶（學名：Pieris melete）是粉蝶科的一種蝴蝶，是粉蝶屬的一種。一年多代，成蟲多見於2至10月，棲息於低海拔河灘、丘陵、山地，愛訪花。翅面白色，脈紋黑色，前翅頂角和後緣黑色，近外緣有2個黑斑，後翅前緣外有1個黑斑。前翅背面散有土黃色鱗片，近外緣有2個黑斑，後翅背面基部有橙黃色斑。
幼蟲以十字花科植物為寄主，取食葉片和莢果。以蛹越夏和越冬。由於越夏代成蟲的羽化期和產卵期長，導致了世代重疊。

## 分佈
分佈於中國（河北、上海、浙江、安徽、福建、江西、河南、湖北、湖南、廣西、四川、貴州、雲南、西藏、陜西、甘肅等地）、日本、朝鮮半島和西伯利亞地區。

## 形態
中型粉蝶。雄蝶翅膀背面白色，翅膀脈紋黑色。前想翅的前緣及頂角黑色，外緣M脈各個分支的未端有黑色斑點：亞外緣有1個明顯的大黑斑及1個模糊的黑斑。後翅前緣外方有1個黑色牛角狀斑，有些個體後翅後緣脈端的黑色加粗。前翅腹面的頂角呈淡黃色，亞外緣下方的黑斑更明顯。後翅腹面有黃色磷粉，基角處有1個橙色斑點，翅膀脈紋褐色明顯。
雌蝶翅基部淡黑褐色，黑色斑及後緣末端的條紋擴大，脈紋明顯比雄蝶粗。後翅外緣有黑色斑列或橫帶，其餘同雄蝶。本種有春夏兩型，春型較小，翅形稍細長，黑色部分較深；夏型較大，體色較春型淡而明顯。
| - 訪花 - 停棲 - 交尾 |

## 寄主
黑紋粉蝶幼蟲的寄主植物皆屬十字花科，物種包括：
- 箭葉南芥 Arabis sagittata
- 齒葉南芥 Arabis glauca
- 硬毛南芥 Arabis hirsuta
- 白花碎米薺 Cardamine leucanthe
- 圓齒碎米薺 Cardamine scutata
- 鑽果大蒜芥 Sisymbrium officinale
- 全葉大蒜芥 Sisymbrium luteum
- 印度蔊菜 Rorippa indica

## 亞種
- P. m. orientis Oberthür, 1880 分佈於中俄交界之烏蘇里江[5]
- P. m. mandarina Leech, 1893 分佈於華北[6]
- P. m. melaina Röber, 1907 分佈於華南、西藏、印度錫金邦[7]
- P. m. alpestris Verity, 1908 分佈於四川[8]
- P. m. minor Verity, 1911 分佈於韓國[8]
- P. m. australis Verity, 1911 分佈於雲南[8]

## 外部連結
- 维基共享资源上的相關多媒體資源：黑紋粉蝶
- 維基物種上的相關：黑紋粉蝶